# Juan Carlos León-Berastegui
Juan Carlos León-Berastegui (Valencia, Estado Carabobo) es un escritor venezolano, autor de las columnas " Letras para la historia" y "Con criterio" que han sido publicadas en Venezuela por diversos diarios regionales tales como: El Carabobeño, Notitarde, El Espectador, El Periódico de Venezuela, El Aragüeño, El Periodiquito, Las Noticias de Cojedes , La prensa digital de Puerto La Cruz, El Sol de Margarita, El Luchador de Ciudad Bolívar, Panorama, El regional del Zulia, la prensa de Barinas, el correo de Guayana, entre otros, El semanario ABC de la semana. Así como en las revistas especializadas In-formate y Valencia Económica.
El autor es Abogado de profesión egresado de la Universidad de Carabobo con honores de buen estudiante,y ha recibido varias condecoraciones y reconocimientos a nivel nacional y regional, entre otros la Orden Cristóbal Mendoza, La condecoración de honor al mérito Arminio Borjas, el botón de la Sociedad Amigos de Valencia, el botón Centenario de San Jose, y muchos más.-
Destaca en la Sociedad Valenciana como una de sus figuras masculinas jóvenes más emblemáticas del acontecer social de la capital carabobeña

## Algunos artículos se pueden leer en los siguientes enlaces
- Un mundo sin limitaciones
- Un nuevo Régimen Penitenciario 20 de junio de 2011

- Datos: Q5948395